# Skogsvallabyer
Under namnet skogsvallabyer sammanfattas två släkten av kängurudjur som förekommer på Nya Guinea. Släktena är:
- Större skogsvallabyer (Dorcopsis)
- Små skogsvallabyer (Dorcopsulus)

## Beskrivning
Skogsvallabyer når en kroppslängd mellan 38 och 80 cm samt en vikt mellan 2 och 7 kg. Nosen är bred och saknar hår, öronen är långa. De främre extremiteterna är jämfört med de bakre längre än hos andra kängurudjur, deras förmåga att hoppa är därför mindre bra.
Alla arter lever i regnskogen oftast bland täta vegetationsansamlingar. De är främst aktiva på natten men de letar ibland på dagen efter föda. Skogsvallabyer äter huvudsakligen gräs, rötter, blad och frukter. Nästan ingenting är känt om deras fortplantningssätt. Zoologerna antar att de har liknande beteende som andra kängurudjur.
Skogsvallabyer hotas av jakt och förstöring av levnadsområdet.

## Systematik
Arterna är nära släkt med varandra och vanligen sammanfattas Dorcopsis och Dorcopsulus till en släktgrupp som för närvarande saknar vetenskapligt namn. Dorcopsulus skiljer sig från Dorcopsis genom mindre storlek, tätare hårbeklädnad och en svans som i stort sett saknar hår.
- Större skogsvallabyer (Dorcopsis)
  - Dorcopsis atrata, förekommer bara på ön Goodenough norr om sydöstra Nya Guinea, listas som akut hotad.
  - Dorcopsis hageni, lever i norra Nya Guinea.
  - Dorcopsis luctuosa, finns i sydöstra Nya Guinea.
  - Dorcopsis muelleri, förekommer i västra Nya Guinea samt på öar i närheten.
- Små skogsvallabyer (Dorcopsulus)
  - Papua-skogsvallaby (Dorcopsulus macleayi), lever i sydöstra Nya Guinea.
  - Dorcopsulus vanheurni, utbredningsområdet ligger i bergstrakter i centrala Nya Guinea.